# Randi Brænne
Randi Brænne, född 26 maj 1911 i Oslo, död 1 juni 2004 i Oslo, var en norsk skådespelare, syster till Berit Brænne och gift med Frank Robert.
Brænne debuterade 1934 på Det Nye Teater som Ingrid i Finn Bøs Du har lovet mig en kone. Hon var under säsongerna före och under andra världskriget knuten till Den Nationale Scene, Trøndelag Teater och Carl Johan Teatret; 1953–1959 var hon på Centralteatret och 1971–1981 på Riksteatret.
Hon spelade med friskhet Alvilde i Oskar Braatens Den store barnedåpen, med stil och humor grevinnan i Jean Anouilhs Så tuktas kärleken och Lavinia i Nils Kjærs Det lykkelige valg. Hon var med vid öppnandet av Seniorteatret 1986.

## Filmografi
- 1932 – Fantegutten
- 1933 – Vi som går kjøkkenveien
- 1934 – Synnöve Solbakken
- 1935 – Du har lovet mig en kone!
- 1956 – Gylne ungdom
- 1959 – Unga syndare
- 1961 – Bussen
- 1961 – Et øye på hver finger
- 1996 – Gåten Knut Hamsun (TV-serie)